# Lasioglossum aethiops
Lasioglossum aethiops är en biart som först beskrevs av Blüthgen 1935.  Lasioglossum aethiops ingår i släktet smalbin, och familjen vägbin. Inga underarter finns listade i Catalogue of Life.